# 仵城郡
仵城郡，中国南北朝时设置的郡。一作伍城郡、五城郡。
南朝梁大通元年（527年）设置仵城郡，属楚州。治所在今河南信阳市平桥区北，一说治所在淮阴县（今河南省正阳县西南）。太清三年（549年）被东魏占领，东魏移治城阳县（今信阳市东北），属西楚州。北齐废仵城郡。